# Гилсе, Ян Питер Хендрик ван
Ян Питер Хендрик ван Гилсе, ван Гильзе (нидерл. Jan Pieter Hendrik van Gilse; 11 мая 1881, Роттердам — 8 сентября 1944, Угстгест) — нидерландский композитор и дирижёр.
В 1897—1902 годах учился в Кёльнской консерватории у Франца Вюльнера и Макса ван де Зандта, уже в 1901 году получив премию Боннского Дома Бетховена за свою Первую симфонию. После смерти Вюльнера ван Гилсе в 1902—1903 годах брал уроки в Берлине у Энгельберта Хумпердинка. В 1905—1908 годах он был дирижёром оперного театра в Бремене, в 1908—1909 годах в Амстердаме, затем на протяжении трёх лет жил в Риме, после чего вернулся в Нидерланды. В 1911 году ван Гилсе стал одним из основателей Общества нидерландских композиторов (нидерл. Genootschap van Nederlandse Componisten, GENECO).
В 1917—1922 годах ван Гилсе возглавлял Утрехтский муниципальный оркестр, однако вынужден был уйти в отставку в результате затяжного конфликта с композитором и музыкальным критиком Виллемом Пейпером, систематически выступавшим против него в газете «Utrechts Dagblad» (ван Гилсе ориентировался на немецкую музыкальную традицию, а Пейпер на французскую). Историю этого конфликта ван Гилсе описал в пространном мемуаре (1930), который, однако, не стал публиковать, и этот текст был издан только в 2003 году. Позднее ван Гилсе, однако, вновь занял административную должность в Утрехте, возглавив в 1933—1937 годах Утрехтскую консерваторию.
Во время Второй мировой войны ван Гилсе был близок к движению Сопротивления, в борьбе с гитлеровской оккупацией погибли оба его сына.
В творческом наследии ван Гилсе две оперы, «Хельга из Ставерна» (нем. Frau Helga von Stavern; 1913) и «Тиль» (нидерл. Thijl; 1940, по легендам о Тиле Уленшпигеле), из которых вторая считается вершиной творчества композитора и центральным событием в истории нидерландской оперы. Четыре симфонии ван Гилсе (1901, 1903, 1907, 1915) носят следы влияния Густава Малера и Рихарда Штрауса. Композитору принадлежат также музыка к пьесе Роберта Демеля «Месса жизни» (нидерл. Eine Lebensmesse; 1904), кантата «Круг жизни» на стихи Рильке (нидерл. Der Kreis des Lebens; 1929), два небольших цикла для сопрано с оркестром на стихи Рабиндраната Тагора, другая хоровая музыка.